# Kharanaq
Kharanaq (farsi خرانق) è una cittadina dello shahrestān di Ardakan, circoscrizione di Kharanaq, nella provincia di Yazd in Iran. Il suo antico centro storico è una cittadina fantasma ed è diventato un'attrazione turistica. Si trova 70 km a nord di Yazd.